# 猴面柯
猴面柯（学名：Lithocarpus balansae）是壳斗科柯属的植物。分布于老挝、越南以及中国大陆的云南等地，生长于海拔400米至1,900米的地区，常生于沿溪谷以及小河两岸林中，目前尚未由人工引种栽培。

## 别名
猴面石栎